# Hassan Mourhit
Hassan Mourhit, (2 januari 1982) is een gewezen Belgische atleet van Marokkaanse origine, die zich had toegelegd op de (middel)lange afstand en het veldlopen. Hij nam eenmaal deel aan de wereldkampioenschappen atletiek en veroverde één Belgische titel.

## Biografie
Hassan Mourhit is de jongere broer van atleet Mohammed Mourhit. In 2001 deed hij voor het eerst van zich spreken door, als junior, de laatste manche van de Crosscup bij de seniors te winnen. Hij wilde dat jaar ook als Belg deelnemen aan de wereldkampioenschappen in Edmonton, maar zijn naturalisatie werd niet tijdig goedgekeurd. In 2003 werd hij tot Belg genaturaliseerd en kon hij zich tijdens de Nacht van de Atletiek op de 5000 m plaatsen voor de wereldkampioenschappen in Parijs.
In 2007 werd Hassan Mourhit Belgisch indoorkampioen op de 1500 m. Het jaar nadien werd hij tijdens de Nacht van de Atletiek betrapt op een verboden substantie. Het betrof een product dat normaal gebruikt wordt voor vrouwen die borstkanker hebben en dat geen prestatiebevorderend effect heeft voor mannen. Mourhit kreeg het middel op doktersvoorschrift, betwistte de uitslag niet en vroeg geen tegenexpertise aan. Hij werd voor twee jaar geschorst, waarvan anderhalf jaar effectief.

### Clubs
Mourhit was aangesloten bij Olympic Club Andennais (OCAN), Flanders Atletiekclub (FLAC) en Regio Oost-Brabant Atletiek (ROBA).

## Belgische kampioenschappen
Indoor
| Onderdeel | Jaar |
| --------- | ---- |
| 1500 m    | 2007 |

## Persoonlijke records
Outdoor
| Onderdeel | Prestatie | Datum           | Plaats  |
| --------- | --------- | --------------- | ------- |
| 1500 m    | 3.37,47   | 28 juli 2007    | Heusden |
| 5000 m    | 13.21,97  | 2 augustus 2003 | Heusden |

Indoor
| Onderdeel | Prestatie | Datum            | Plaats |
| --------- | --------- | ---------------- | ------ |
| 1500 m    | 3.37,38   | 18 februari 2007 | Gent   |
| 3000 m    | 7.55,81   | 23 februari 2001 | Gent   |
| 2 mijl    | 8.31,77   | 23 februari 2001 | Gent   |

## Palmares

### 1500 m
- 2007:  BK AC - 3.43,38

### 5000 m
- 2003: 11e in serie WK in Parijs - 14.09,14